# Boumango
Boumango ist eine Kommune und Hauptstadt des gabunischen Departements Ogooué-Létili innerhalb der Provinz Haut-Ogooué. Mit Stand von 2013 wurde die Einwohnerzahl auf 1095 bemessen. Der Ort liegt auf einer Höhe von 508 Metern.

## Wirtschaft
Die Wirtschaft der Kommune besteht hauptsächlich in der Landwirtschaft und der Fischerei im Ogooué, welcher entlang der Stadt fließt.